# مديرية سيتي
مديرية سيتي هي مديرية من مديريات نيبال. اشتق الاسم من نهر سيتي.